# Numon Hakimow
Numon Hakimow (tadż.: Нӯъмон Ҳакимов; ros.: Нумон Хакимов, Numon Chakimow; ur. 5 września 1978, Tadżycka SRR) – tadżycki piłkarz, grający na pozycji napastnika, reprezentant Tadżykistanu.

## Kariera piłkarska

### Kariera klubowa
W 2000 rozpoczął karierę piłkarską w klubie Wachsz Kurgonteppa. Potem występował w Parwoz Bobodżan Gafurow, ale w 2008 powrócił do Wachsz Kurgonteppa.

### Kariera reprezentacyjna
Od 2003 występuje w reprezentacji Tadżykistanu.

## Sukcesy i odznaczenia

### Sukcesy klubowe
- wicemistrz I liga tadżycka w piłce nożnej: 2004